# Jiří Sekáč
Jiří Sekáč (* 10. červen 1992, Kladno) je český profesionální hokejový útočník hrající za švýcarský celek HC Lugano.

## Hráčská kariéra
Jiří Sekáč pochází z Aše, kde bydlí i jeho rodina. Už jako mladý, ale působil v zámoří, kde to neměl jednoduché. Do Evropy se vrátil na Slovensko, kde hrál za Lev Poprad a střídavě za Tatranské Vlky, dále působil ve Spartě Praha a Lev Praha, jelikož tým HC Lev Poprad zaniknul. Ve Spartě nosil na dresu číslo 7 a za týmy v KHL číslo 64.
Během sezóny 2013/14 se o něj vážně začalo zajímat několik klubů z NHL, ačkoli prošel zámořskými juniorskými soutěžemi, aniž by byl draftován.  V roce 2014 podepsal smlouvu v týmu Montreal Canadiens. V Canadiens dostal číslo 26 jako v mládežnické reprezentaci. V únoru 2015 byl vyměněn do týmu Anaheim Ducks. V Anaheimu dostal číslo 46.
V sezóně 2015/16 neměl pevné místo v týmu Ducks, a i proto byl 21. ledna 2016 vyměněn do Chicaga Blackhawks za Ryana Garbutta, když si v sezóně připsal ve 22 utkáních 3 body s číslem 34 na zádech. Za Blackhawks odehrál jen 6 utkání, ve kterých si připsal 1 asistenci, než ho mužstvo umísilo na listinu volných hráčů, ze které si ho dne 27. února 2016 vybrala Arizona Coyotes. Zde nosil číslo 36.
Po malém herním prostoru v NHL, tak Sekáč v roce 2016 podepsal smlouvu v týmu Ak Bars Kazaň, kde se mu dařilo, nasbíral několik kanadských bodů a vyhrál s týmem Gagarinův pohár. V tomto týmu nosil číslo 92. Od roku 2019 působil ještě v KHL, a to v týmech CSKA Moskva a Avangard Omsk, se kterým opět vyhrál Gagarinův pohár.
V roce 2021 zakotvil ve švýcarském celku HC Lausanne. V tomto celku opět nosil na dresu číslo 92. V sezóně 2023/24 se v play-off celek dostal až do finále švýcarské nejvyšší soutěže. 
Od roku 2024 působí v týmu HC Lugano.

## Ocenění a úspěchy
- 2009 ČHL-18 - Nejlepší střelec v přesilových hrách
- 2009 ČHL-18 - Nejproduktivnější hráč

## Prvenství

### KHL
- Debut - 12. září 2011 (HC Lev Poprad proti Metallurg Magnitogorsk)
- První gól - 2. listopadu 2011 (HC Lev Poprad proti Severstal Čerepovec, ruskému brankáři Vasilij Košečkin)
- První asistence - 2. listopadu 2011 (HC Lev Poprad proti Severstal Čerepovec)

### ČHL
- Debut - 14. listopadu 2012 (HC Sparta Praha proti HC Škoda Plzeň)
- První gól - 14. listopadu 2012 (HC Sparta Praha proti HC Škoda Plzeň, finskému brankáři Tuukka Rask)
- První asistence - 7. prosince 2012 (Piráti Chomutov proti HC Sparta Praha)

### NHL
- Debut - 8. října 2014 (Toronto Maple Leafs proti Anaheim Ducks)
- První gól - 16. října 2014 (Montreal Canadiens proti Boston Bruins, finskému brankáři Tuukka Rask)
- První asistence - 8. listopadu 2014 (Anaheim Ducks proti Minnesota Wild)

## Klubová statistika
| Sezóna       | Klub                | Soutěž       |     | Základní část | Základní část | Základní část | Základní část | Základní část |    | Play off | Play off | Play off | Play off | Play off |
| Sezóna       | Klub                | Soutěž       | Z   | G             | A             | B             | TM            | Z             | G  | A        | B        | TM       |          |          |
| 2009/10      | Peterborough Petes  | OHL          | 8   | 0             | 0             | 0             | 0             | —             | —  | —        | —        | —        |          |          |
| 2009/10      | Youngstown Phantoms | USHL         | 38  | 2             | 9             | 11            | 35            | —             | —  | —        | —        | —        |          |          |
| 2010/11      | Youngstown Phantoms | USHL         | 58  | 18            | 27            | 45            | 27            | —             | —  | —        | —        | —        |          |          |
| 2011/12      | Tatranskí Vlci      | MHL          | 6   | 8             | 2             | 10            | 22            | —             | —  | —        | —        | —        |          |          |
| 2011/12      | HC Lev Poprad       | KHL          | 36  | 2             | 8             | 10            | 4             | —             | —  | —        | —        | —        |          |          |
| 2012/13      | HC Sparta Praha     | ČHL          | 21  | 4             | 6             | 10            | 8             | —             | —  | —        | —        | —        |          |          |
| 2012/13      | HC Lev Praha        | KHL          | 26  | 0             | 1             | 1             | 8             | 3             | 0  | 0        | 0        | 0        |          |          |
| 2013/14      | HC Lev Praha        | KHL          | 47  | 11            | 17            | 28            | 18            | 21            | 1  | 7        | 8        | 24       |          |          |
| 2014/15      | Montreal Canadiens  | NHL          | 50  | 7             | 9             | 16            | 18            | —             | —  | —        | —        | —        |          |          |
| 2014/15      | Anaheim Ducks       | NHL          | 19  | 2             | 4             | 6             | 4             | 7             | 0  | 0        | 0        | 2        |          |          |
| 2015/16      | San Diego Gulls     | AHL          | 1   | 1             | 0             | 1             | 0             | —             | —  | —        | —        | —        |          |          |
| 2015/16      | Anaheim Ducks       | NHL          | 22  | 1             | 2             | 3             | 4             | —             | —  | —        | —        | —        |          |          |
| 2015/16      | Chicago Blackhawks  | NHL          | 6   | 0             | 1             | 1             | 2             | —             | —  | —        | —        | —        |          |          |
| 2015/16      | Arizona Coyotes     | NHL          | 11  | 0             | 2             | 2             | 10            | —             | —  | —        | —        | —        |          |          |
| 2016/17      | Ak Bars Kazaň       | KHL          | 47  | 13            | 14            | 27            | 41            | 15            | 6  | 4        | 10       | 2        |          |          |
| 2017/18      | Ak Bars Kazaň       | KHL          | 50  | 16            | 26            | 42            | 16            | 15            | 4  | 9        | 13       | 2        |          |          |
| 2018/19      | Ak Bars Kazaň       | KHL          | 60  | 23            | 24            | 47            | 16            | 4             | 1  | 0        | 1        | 2        |          |          |
| 2019/20      | CSKA Moskva         | KHL          | 45  | 12            | 13            | 25            | 12            | —             | —  | —        | —        | —        |          |          |
| 2020/21      | Avangard Omsk       | KHL          | 34  | 10            | 11            | 21            | 22            | 6             | 2  | 0        | 2        | 0        |          |          |
| 2021/22      | Lausanne HC         | NLA          | 50  | 19            | 27            | 46            | 24            | 8             | 4  | 2        | 6        | 6        |          |          |
| 2022/23      | Lausanne HC         | NLA          | 43  | 15            | 17            | 32            | 24            | —             | —  | —        | —        | —        |          |          |
| 2023/24      | Lausanne HC         | NLA          | 43  | 8             | 17            | 25            | 70            | 19            | 6  | 5        | 11       | 41       |          |          |
| Celkem v KHL | Celkem v KHL        | Celkem v KHL | 345 | 87            | 114           | 201           | 137           | 64            | 14 | 20       | 34       | 30       |          |          |
| Celkem v NHL | Celkem v NHL        | Celkem v NHL | 108 | 10            | 19            | 29            | 38            | 7             | 0  | 0        | 0        | 2        |          |          |

## Reprezentace
| Rok                       | Tým                       | Soutěž                    | Z  | G | A | B | TM |
| ------------------------- | ------------------------- | ------------------------- | -- | - | - | - | -- |
| 2010                      | Česko 18                  | MS-18                     | 6  | 4 | 0 | 4 | 2  |
| 2012                      | Česko 20                  | MSJ                       | 6  | 0 | 3 | 3 | 2  |
| 2014                      | Česko                     | MS                        | 10 | 2 | 0 | 2 | 4  |
| 2018                      | Česko                     | OH                        | 5  | 0 | 1 | 1 | 2  |
| 2021                      | Česko                     | MS                        | 5  | 0 | 2 | 2 | 2  |
| Juniorská kariéra celkově | Juniorská kariéra celkově | Juniorská kariéra celkově | 12 | 4 | 3 | 7 | 4  |
| Seniorská kariéra celkově | Seniorská kariéra celkově | Seniorská kariéra celkově | 20 | 2 | 3 | 5 | 8  |